# 学校の帝王
学校の帝王（がっこうのていおう）とは1999年12月9日から同年12月12日までTBS系列で放送されていた早朝バイオレンスドラマである。

## 概要
- 「早朝バイオレンスドラマ」という枠で28時40分-28時45分（4時40分から4時45分）の時間に4日連続で放送していた。
- オーディションや収録風景はTBS系列のバラエティ番組「学校へ行こう!」でも放送された。
- 脚本は長川千佳子、監督はおちまさと、カメラマンは野中利克。

## 出演者
- 秋元三佳 - 主役
- 奥菜恵 - ヒロイン
- 江頭2:50 - ライバル校のボス。（友情出演）
- 森央遥